# 法柏斯·莫里奧
法柏斯·莫里奧（Fabrice Moreau，1967年10月7日—），出生于法國，喀麥隆职业足球运动员，司職中場。
36歲前曾效力17間不同的球會，2004年，他最後一次替喀麥隆上陣，但整個國際賽期間沒出席任何大型賽事。

## 連結
- PlanètePSG profile
- OM profile
- national-football-teams data （页面存档备份，存于）